# Homare Sawa
Homare Sawa (Japans: 澤穂希, Sawa Homare) (Fuchū, 6 september 1978) is een Japanse voormalig voetbalster. Ze sloot zich in 2011 aan bij INAC Kobe Leonessa. Ze debuteerde in 1993 in het Japans vrouwenvoetbalelftal.
Sawa was aanvoerster van het Japanse team dat het wereldkampioenschap voetbal vrouwen 2011 won.

## Clubcarrière
| Jaar        | Land                      | Club               | W   | DP |
| ----------- | ------------------------- | ------------------ | --- | -- |
| 1991 - 1998 | Vlag van Japan            | Yomiuri Beleza     | 136 | 79 |
| 1999        | Vlag van Verenigde Staten | Denver Diamonds    | ?   | ?  |
| 2001 - 2003 | Vlag van Verenigde Staten | Atlanta Beat       | 55  | 13 |
| 2004 - 2009 | Vlag van Japan            | NTV Beleza         | 85  | 47 |
| 2009 - 2010 | Vlag van Verenigde Staten | Washington Freedom | 41  | 6  |
| 2011 - 2015 | Vlag van Japan            | INAC Kobe Leonessa | 33  | 6  |

## Statistieken
| Japans vrouwenvoetbalelftal | Japans vrouwenvoetbalelftal | Japans vrouwenvoetbalelftal |
| Jaar                        | Wed.                        | Dlp.                        |
| --------------------------- | --------------------------- | --------------------------- |
| 1993                        | 4                           | 4                           |
| 1994                        | 6                           | 1                           |
| 1995                        | 8                           | 0                           |
| 1996                        | 10                          | 3                           |
| 1997                        | 7                           | 13                          |
| 1998                        | 10                          | 4                           |
| 1999                        | 8                           | 0                           |
| 2000                        | 1                           | 1                           |
| 2001                        | 8                           | 6                           |
| 2002                        | 8                           | 5                           |
| 2003                        | 12                          | 10                          |
| 2004                        | 8                           | 2                           |
| 2005                        | 9                           | 3                           |
| 2006                        | 17                          | 7                           |
| 2007                        | 14                          | 6                           |
| 2008                        | 15                          | 7                           |
| 2009                        | 1                           | 0                           |
| 2010                        | 15                          | 3                           |
| 2011                        | 14                          | 5                           |
| 2012                        | 10                          | 1                           |
| 2013                        | 2                           | 0                           |
| 2014                        | 8                           | 1                           |
| 2015                        | 8                           | 1                           |
| Totaal                      | 205                         | 83                          |

## Prijzen opWereldkampioenschap voetbal vrouwen 2011

### Individiueel
| Prijs         | Opmerking          |
| ------------- | ------------------ |
| Gouden Bal    | Beste speelster WK |
| Gouden Schoen | Topscorer          |

### Met het Japans team
| Prijs                | Opmerking |
| -------------------- | --------- |
| Goud                 | 1e plaats |
| FIFA Fair Play Award |           |